# Карлссон, Понтус (шахматист)
Понтус Карлссон (швед. Pontus Carlsson; 24 декабря 1982, Кали) — шведский шахматист, гроссмейстер (2007).
В составе сборной Швеции участник 3-х Олимпиад (2006—2008, 2012) и 4-х командных чемпионатов Европы (2005 — за 2-ю сборную; 2007 — играл на резервной доске, выиграл «бронзу» в индивидуальном зачёте; 2011 и 2013).
В составе команды «Солетуна» участник 3-х Кубков европейских клубов (2002, 2006—2007).

## Изменения рейтинга
| Графики недоступны из-за технических проблем. См. информацию на Фабрикаторе и на mediawiki.org. |